# Leisure Village
Leisure Village – jednostka osadnicza w Stanach Zjednoczonych, w stanie New Jersey, w hrabstwie Ocean.